# Veit van Wolkenstein
Veit von Wolkenstein (ook wel 'Vijt van Volckenstein' genoemd) (Tirol, ca.1450 - Freiburg im Breisgau, overleden tussen 11 september 1498 en 20 februari 1499) was een Tiroler edelman, ridder van het Gulden Vlies en stadhouder van Voor-Oostenrijk (1493-1498). In het graafschap Holland was hij voornamelijk bekend om zijn korte periode als heerser van Purmerend en Purmerland (1481-1483).

## Levensloop
Wolkenstein was een kleinzoon van de beroemde rondreizende dichter Oswald von Wolkenstein (de oudere) en een zoon van Oswald (de jongere) von Wolkenstein (1420-1495), Veit kwam uit een gezin van twaalf kinderen.
Rond 1477 ging hij in Bourgondische-Habsburgse dienst als vazal van Maximiliaan van Oostenrijk en stond deze ook bij in de Slag bij Guinegate (1479). Na deze slag werd hij samen met Filips van Ravensberg en Maarten van Polheim tot ridder van het Gulden Vlies benoemd. In 1481 werden de goederen van Purmerend en Ilpendam van Jan III van Montfoort ingevorderd door Maximiliaan van Oostenrijk (die op dat moment heerser van de lage landen was) en werd Veit aangewezen om de goederen te gaan beheren.
Vanaf 1484 komt hij weer voor als raad en vertrouweling van Maximiliaan en was het zelfde jaar met hem op expeditie naar het slot Rodeneck.
In 1486 begeleidde hij Maximiliaan opnieuw toen deze werd benoemd tot Rooms-koning en aanwezig was bij de ceremonies in Frankfurt en Aken. 
In 1488 was hij aanwezig in Brugge om een opstand te onderdrukken, echter werd hij gevangen genomen. Later dat jaar werd hij als gijzelaar gebruikt in ruil voor vrijlating van zijn heer Maximiliaan van Oostenrijk, die ook gevangen zat.
Wolkenstein kreeg in de jaren 1490' de functie van stadhouder van Voor-Oostenrijk. Hij overleed in 1498/1499 en werd begraven in de Munster van Freiburg, mede door geldschuld werd zijn dure Gulden Vlies ketting afgenomen.